# USS New York City (SSN-696)
Za druga plovila z istim imenom glejte USS New York City.
USS New York City (SSN-696) je jedrska jurišna podmornica razreda los angeles.